# Ester Ledecká
Ester Ledecká (Praag, 23 maart 1995) is een Tsjechische snowboardster. Ze vertegenwoordigde haar vaderland op de Olympische Winterspelen 2014 in Sotsji en op de Olympische Winterspelen 2018 in Pyeongchang. Ze werd wereldkampioene snowboard in 2015 op de parallelslalom en 2017 op de parallelreuzenslalom. In 2018 werd ze olympisch kampioene alpineskiën op het onderdeel super G en olympisch kampioene snowboarden op het onderdeel parallelreuzenslalom.

## Carrière
Op de FIS wereldkampioenschappen snowboarden 2011 in La Molina eindigde Ledecká als 33e op de parallelreuzenslalom en als veertigste op de parallelslalom. Bij haar wereldbekerdebuut, in december 2012 in Carezza, scoorde de Tsjechische direct wereldbekerpunten. In Stoneham-et-Tewkesbury nam ze deel aan de FIS wereldkampioenschappen snowboarden 2013. Op dit toernooi eindigde ze als zestiende op de parallelreuzenslalom en als zeventiende op de parallelslalom. In februari 2013 eindigde Ledecká in Sotsji voor de eerste maal in haar carrière in de top tien van een wereldbekerwedstrijd. Op 10 januari 2014 behaalde de Tsjechische in Bad Gastein haar eerste podiumplaats in een wereldbekerwedstrijd. Acht dagen later boekte ze in Rogla haar eerste wereldbekerzege. Tijdens de Olympische Winterspelen van 2014 in Sotsji eindigde Ledecká als zesde op de parallelslalom en als zevende op de parallelreuzenslalom.
Op de FIS wereldkampioenschappen snowboarden 2015 in Kreischberg veroverde de Tsjechische de wereldtitel op de parallelslalom, op de parallelreuzenslalom eindigde ze op de vijfde plaats. In de Spaanse Sierra Nevada nam ze deel aan de FIS wereldkampioenschappen snowboarden 2017. Op dit toernooi werd ze wereldkampioene op de parallelreuzenslalom.

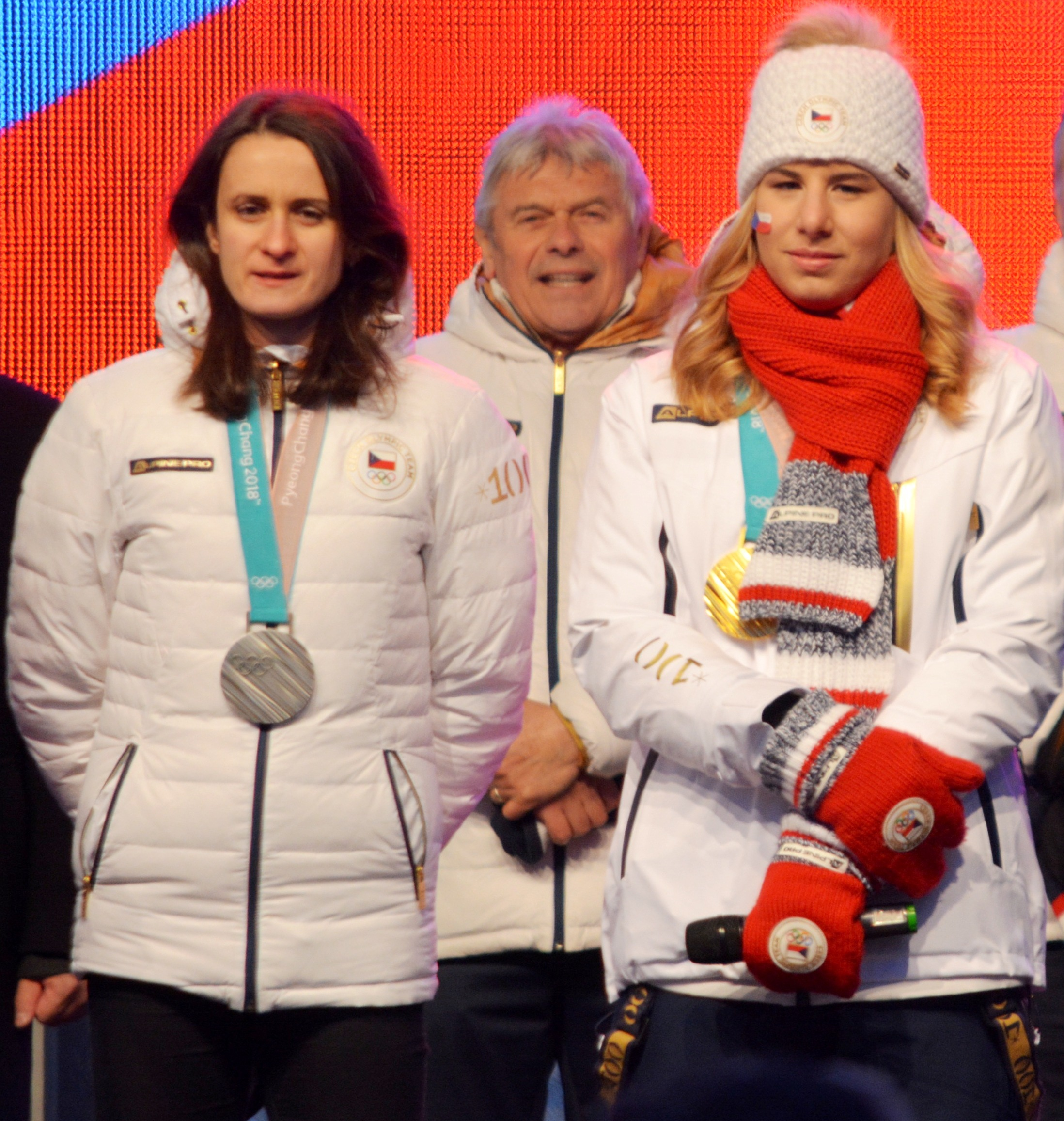
Ledecká met 3-voudig olympisch kampioene Martina Sáblíková in Praag

Op de Olympische Spelen in 2018 in het Zuid-Koreaanse Pyeongchang nam ze deel aan zowel het snowboarden (parallelreuzenslalom) en het alpineskiën. Tot verbazing van velen won ze goud op het onderdeel alpineskiën. Later gedurende het Olympische toernooi won ze ook nog de reuzen parallelslalom. Dit maakt haar de derde sporter - en eerste vrouw - die twee gouden medailles in twee verschillende disciplines op één Olympische Winterspelen wint.

## Resultaten

### Snowboarden

#### Olympische Winterspelen
| Jaar | Plaats      | Resultaten                                |
| ---- | ----------- | ----------------------------------------- |
| 2014 | Sotsji      | 6e Parallelslalom 7e Parallelreuzenslalom |
| 2018 | Pyeongchang | Parallelreuzenslalom                      |
| 2022 | Peking      | Parallelreuzenslalom                      |

#### Wereldkampioenschappen
| Jaar | Plaats        | Resultaten                                  |
| ---- | ------------- | ------------------------------------------- |
| 2011 | La Molina     | 33e Parallelreuzenslalom 40e Parallelslalom |
| 2013 | Stoneham      | 16e Parallelreuzenslalom 17e Parallelslalom |
| 2015 | Kreischberg   | Parallelslalom · 5e Parallelreuzenslalom    |
| 2017 | Sierra Nevada | Parallelreuzenslalom · Parallelslalom       |
| 2021 | Rogla         | DNS Parallelreuzenslalom                    |

#### Wereldbeker
Eindklasseringen
| Seizoen   | PAR    | PGS    | PSL    |
| --------- | ------ | ------ | ------ |
| 2012/2013 | 15e    | 15e    | 16e    |
| 2013/2014 | Zilver | Brons  | Zilver |
| 2014/2015 | Brons  | Zilver | 8e     |
| 2015/2016 | Goud   | Goud   | 5e     |
| 2016/2017 | Goud   | Brons  | Zilver |
| 2017/2018 | Goud   | Goud   | 24e    |
| 2018/2019 | Goud   | Goud   | 13e    |
| 2019/2020 | 17e    | 17e    | 8e     |
| 2020/2021 | 23e    | 13e    | -      |
| 2021/2022 | 15e    | 12e    | -      |
| 2022/2023 | 18e    | 20e    | 15e    |
| 2023/2024 | 13e    | -      | Brons  |

Wereldbekerzeges
| Datum            | Plaats            | Onderdeel            |
| ---------------- | ----------------- | -------------------- |
| 18 januari 2014  | Rogla             | Parallelreuzenslalom |
| 9 januari 2015   | Bad Gastein       | Parallelslalom       |
| 7 februari 2015  | Sudelfeld         | Parallelreuzenslalom |
| 12 december 2015 | Carezza           | Parallelreuzenslalom |
| 23 januari 2016  | Rogla             | Parallelreuzenslalom |
| 27 februari 2016 | Kayseri           | Parallelreuzenslalom |
| 17 december 2016 | Cortina d'Ampezzo | Parallelslalom       |
| 28 januari 2017  | Rogla             | Parallelreuzenslalom |
| 5 maart 2017     | Kayseri           | Parallelreuzenslalom |
| 14 december 2017 | Carezza           | Parallelreuzenslalom |
| 16 december 2017 | Cortina d'Ampezzo | Parallelreuzenslalom |
| 5 januari 2018   | Lackenhof         | Parallelreuzenslalom |
| 20 januari 2018  | Rogla             | Parallelreuzenslalom |
| 26 januari 2018  | Bansko            | Parallelreuzenslalom |
| 10 maart 2018    | Scuol             | Parallelreuzenslalom |
| 15 december 2018 | Cortina d'Ampezzo | Parallelreuzenslalom |
| 16 februari 2019 | Pyeongchang       | Parallelreuzenslalom |
| 18 januari 2020  | Rogla             | Parallelreuzenslalom |
| 12 december 2020 | Cortina d'Ampezzo | Parallelreuzenslalom |
| 18 december 2021 | Cortina d'Ampezzo | Parallelreuzenslalom |
| 18 maart 2023    | Berchtesgaden     | Parallelslalom       |
| 20 januari 2024  | Pamporovo         | Parallelslalom       |
| 21 januari 2024  | Pamporovo         | Parallelslalom       |
| 9 maart 2024     | Winterberg        | Parallelslalom       |
| 11 november 2024 | Mylin             | Parallelreuzenslalom |

### Alpineskiën

#### Olympische Winterspelen
| Jaar | Plaats      | Resultaten                                   |
| ---- | ----------- | -------------------------------------------- |
| 2018 | Pyeongchang | 23e Reuzenslalom · Super G                   |
| 2022 | Peking      | 4e Alpine combinatie 5e Super G 27e Afdaling |

#### Wereldkampioenschappen
| Jaar | Plaats            | Resultaten                                                                       |
| ---- | ----------------- | -------------------------------------------------------------------------------- |
| 2017 | Sankt Moritz      | 9e Team parallel 20e Alpine combinatie 21e Afdaling 29e Super G 37e Reuzenslalom |
| 2019 | Åre               | 15e Alpine combinatie 17e Afdaling 27e Super G                                   |
| 2021 | Cortina d'Ampezzo | 4e Afdaling 4e Super G 8e Alpine combinatie                                      |
| 2025 | Saalbach          | Afdaling · 7e Super G                                                            |

#### Wereldbeker
Eindklasseringen
| Seizoen   | Algm | AD     | RS  | SG  | SC    |
| --------- | ---- | ------ | --- | --- | ----- |
| 2015/2016 | 93e  | 37e    | -   | 42e | -     |
| 2016/2017 | 77e  | 34e    | -   | 38e | -     |
| 2017/2018 | 61e  | 22e    | -   | 47e | -     |
| 2018/2019 | 54e  | 24e    | -   | 28e | -     |
| 2019/2020 | 10e  | Zilver | -   | 21e | Brons |
| 2020/2021 | 13e  | 8e     | 47e | 5e  |       |
| 2021/2022 | 19e  | Brons  | -   | 22e |       |
|           |      |        |     |     |       |
| 2023/2024 | 23e  | 23e    | -   | 6e  |       |
| 2024/2025 | 21e  | 8e     | -   | 16e |       |

Wereldbekerzeges
| Datum            | Plaats               | Onderdeel |
| ---------------- | -------------------- | --------- |
| 6 december 2019  | Lake Louise          | Afdaling  |
| 20 december 2020 | Val d'Isère          | Super G   |
| 26 februari 2022 | Crans-Montana        | Afdaling  |
| 22 maart 2024    | Saalbach-Hinterglemm | Super G   |